# Resolution 680 des UN-Sicherheitsrates
Die Resolution 680 des UN-Sicherheitsrates ist eine Resolution, die der Sicherheitsrat der Vereinten Nationen in seiner 2969. Sitzung am 14. Dezember 1990 einstimmig beschloss. In der Entschließung wurde ein Bericht des Generalsekretärs zur Kenntnis genommen, wonach die Anwesenheit der Friedenstruppe der Vereinten Nationen in Zypern (UNFICYP) aufgrund der bestehenden Umstände weiterhin von wesentlicher Bedeutung für eine friedliche Lösung sein wird. Der Rat ersuchte den Generalsekretär, vor dem 31. Mai 1991 erneut Bericht zu erstatten, um die Umsetzung der Entschließung zu verfolgen.
Der Rat bekräftigte seine früheren Entschließungen, einschließlich der Resolution 365 (1974), brachte seine Besorgnis über die Lage zum Ausdruck, forderte die beteiligten Parteien nachdrücklich auf, gemeinsam auf den Frieden hinzuarbeiten, und verlängerte die Stationierung der mit der Resolution 186 (1964) geschaffenen Truppe in Zypern erneut bis zum 15. Juni 1991.
Die Resolution wurde mit 14 zu keiner Stimme angenommen, wobei sich Kanada der Stimme enthielt.